# Асторга (Бразилия)
Асторга (порт. Astorga) — город и муниципалитет в Бразилии, входит в штат Парана. Составная часть мезорегиона Северо-центральная часть штата Парана. Входит в экономико-статистический микрорегион Асторга. Население составляет 24 508 человек на 2006 год. Занимает площадь 434,791 км². Плотность населения — 56,4 чел./км².

## История
Город основан 14 декабря 1959 года.

## Статистика
- Валовой внутренний продукт на 2003 год составляет 219 330 265,00 реалов (данные: Бразильский институт географии и статистики).
- Валовой внутренний продукт на душу населения на 2003 год составляет 9097,44 реалов (данные: Бразильский институт географии и статистики).
- Индекс развития человеческого потенциала на 2000 год составляет 0,750 (данные: Программа развития ООН).

## География
Климат местности: субтропический. В соответствии с классификацией Кёппена, климат относится к категории Cfa.